# Saint-Bonnet-Tronçais
 Saint-Bonnet-Tronçais  là một xã ở tỉnh Allier thuộc miền trung nước Pháp.